# 高山站 (日本)

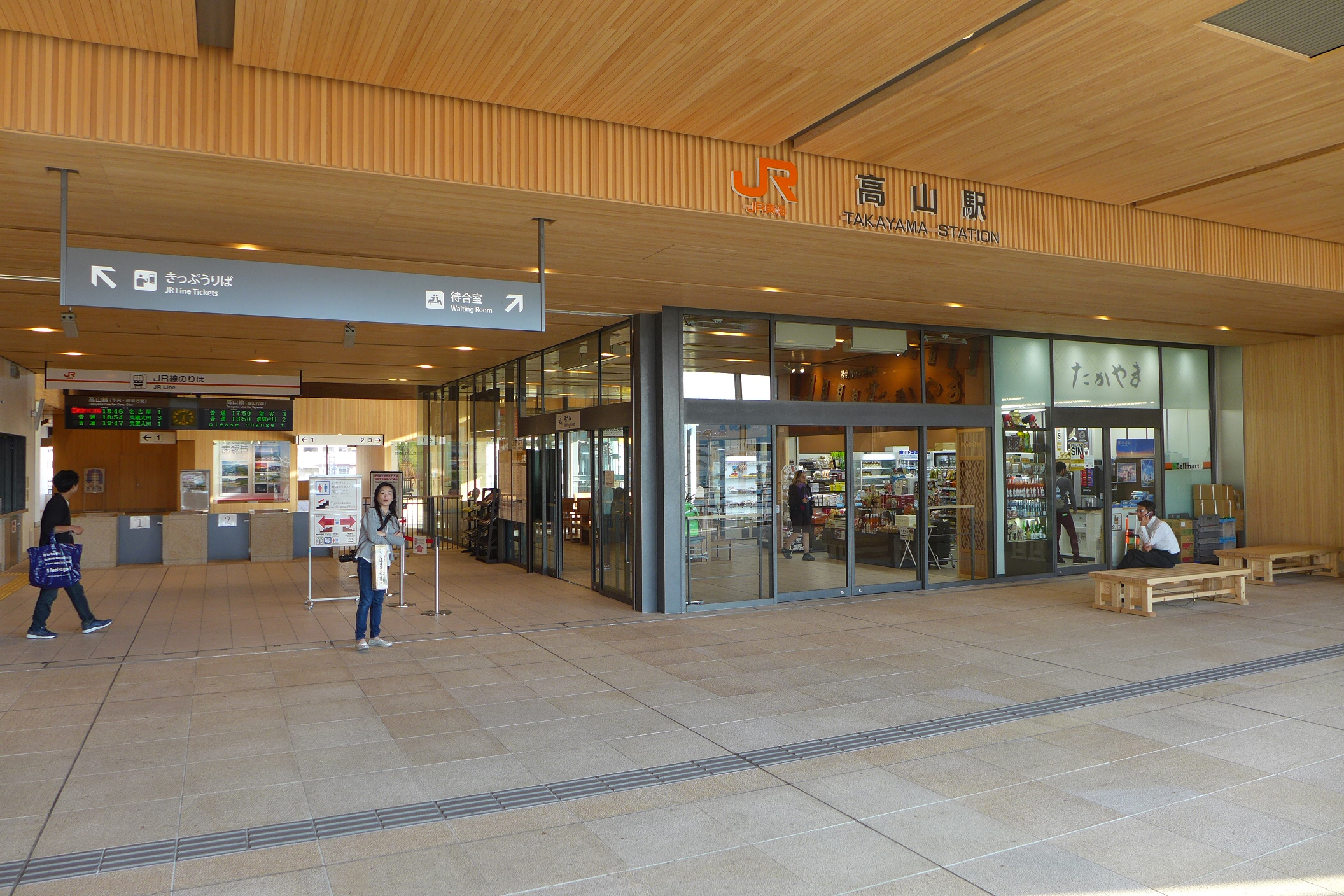
車站大堂（2017年6月）

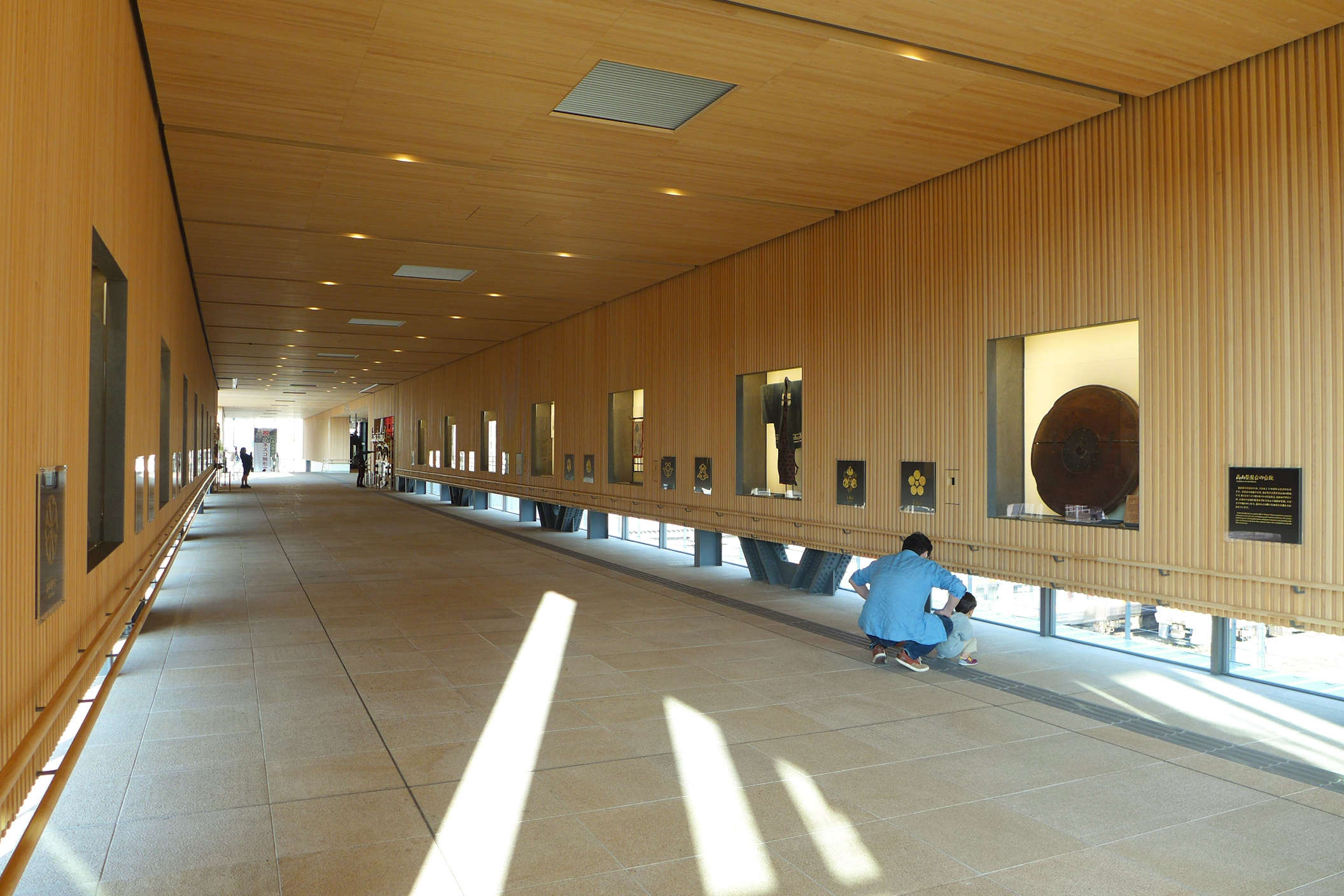
自由通道設展示品（2017年6月）

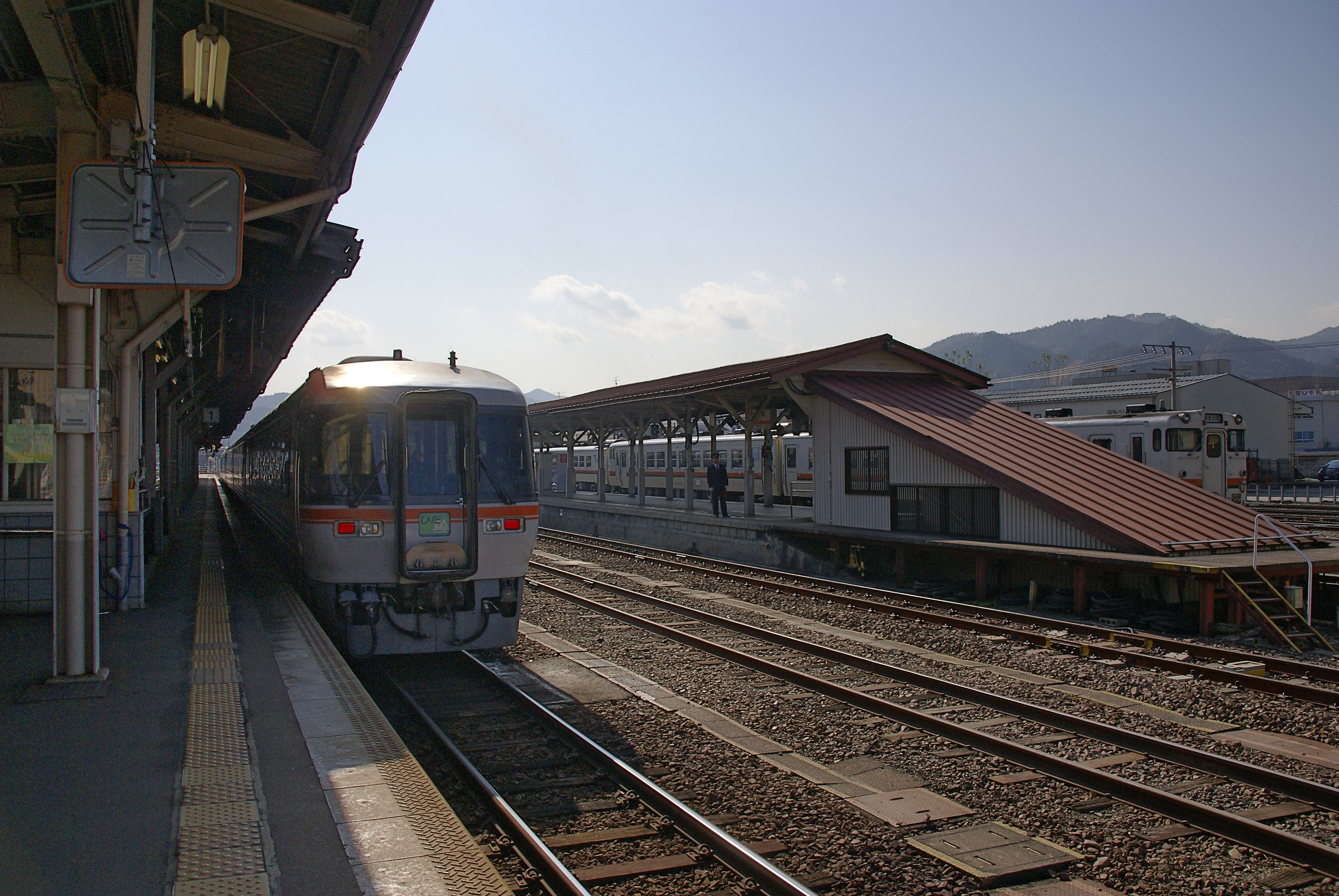
1號線的單式月台（左）和、2號線3號線的島式月台（右）

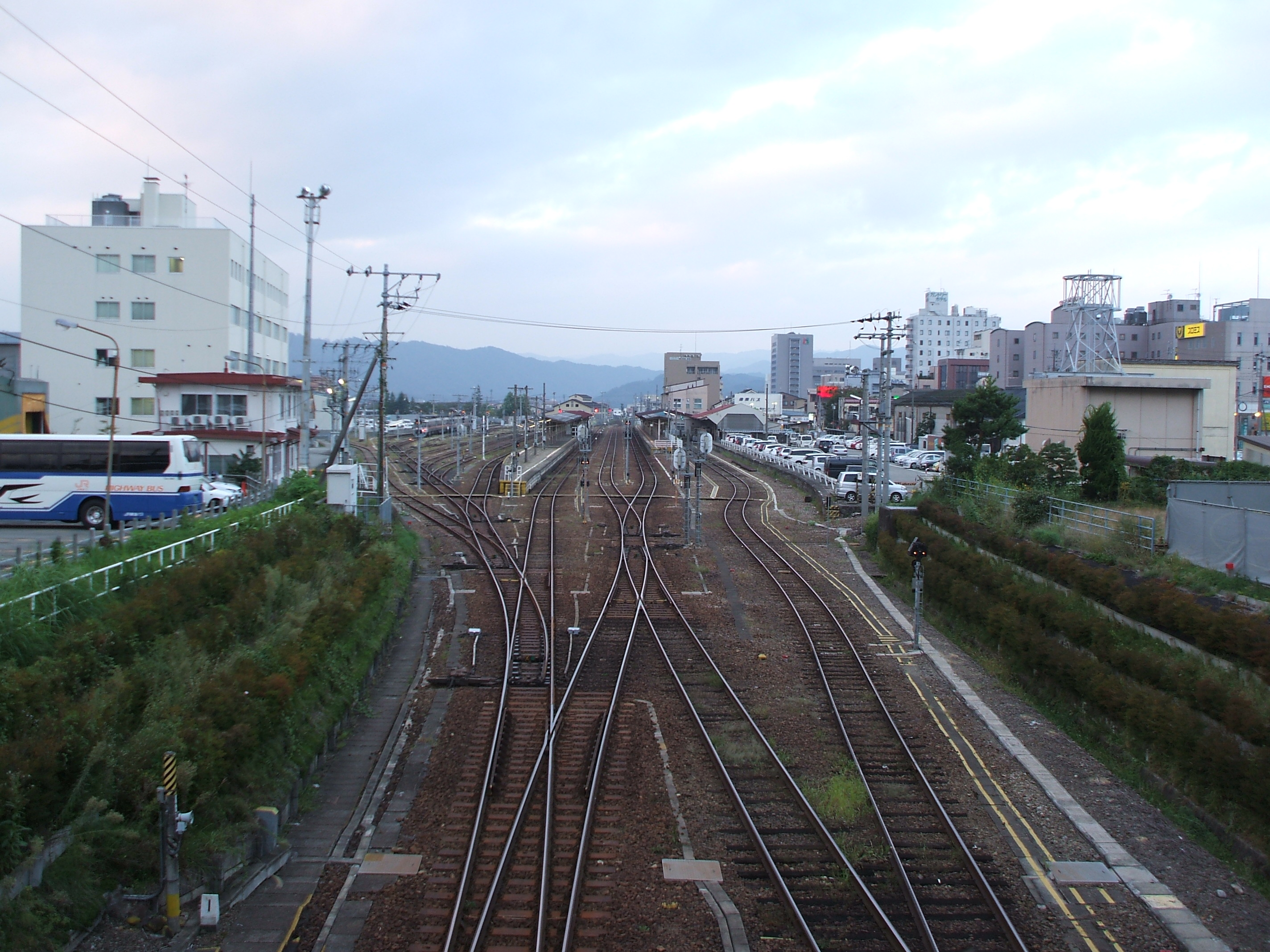
車站站場

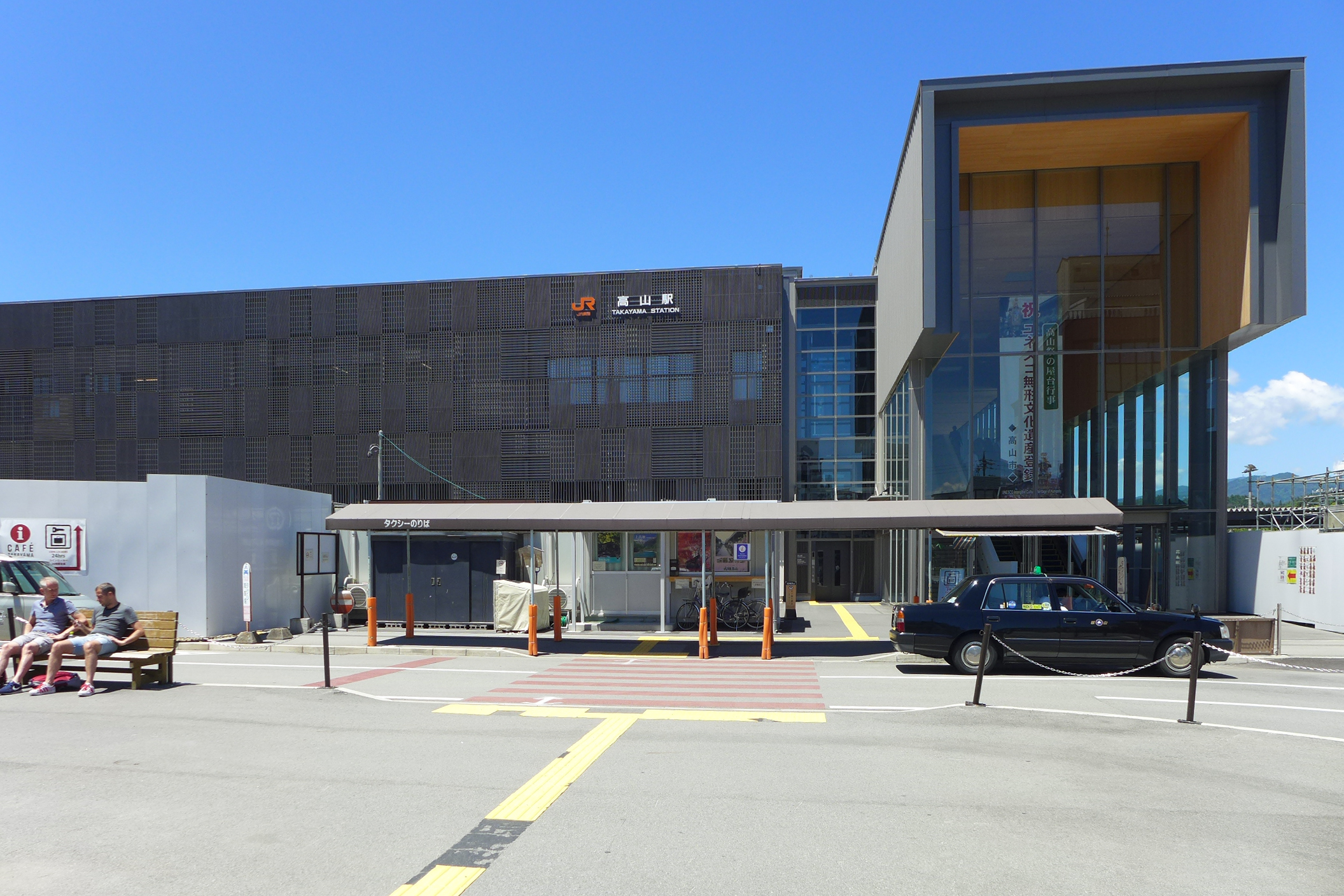
東出口（2017年6月）

高山站（日语：／ Takayama eki */?）是位於日本岐阜縣高山市昭和町一丁目的東海旅客鐵道（JR東海）高山本線鐵道車站。

## 概要
日本有數的觀光地飛驒中有小京都稱呼的舊高山市地域代表車站。
現在有特急「飛驒」（ひだ）停車。2001年（平成13年）9月30日之前有名古屋鐵道的柴油特急「北阿爾卑斯」（北アルプス）1日1往復班次。

## 車站構造
此站為可供列車交會的地上車站，設有島式月台1面2線與單式月台1面1線。月台的東側於站舍正面為1號線、原本以地下道通往鄰之月台2、3號線，2016年因新站房啟用，改以天橋連通各月台。1號線為上行本線、2號線為下行本線、3號線為副本線，此月台下行、上行方向的出發到着亦可能使用。
原本站房為1934年（昭和9年）開業時建設的混凝土2層階建築，2014年起拆除舊站站房，改建為2層樓跨站式站房。新站房外牆為黑色，站內天花板與牆壁使用的木材為飛驒當地的日本扁柏。
此站為站長、站員配置站（直營站），同時負責飛驒小坂 - 杉原間各站的管理，設置有綠色窗口及自動售票機，並設有賣店（Kiosk）、有販賣車站便當。

### 月台配置
| 月台 | 路線     | 方向 | 目的地         |
| ---- | -------- | ---- | -------------- |
| 1－3 | 高山本線 | 上行 | 下呂、岐阜方向 |
| 1－3 | 高山本線 | 下行 | 富山方向       |

## 車站周邊
本站位於高山市街地西端位置。為觀光地的玄關站、徒歩1 - 2分圈内酒店、旅館有5間。市街地中心於東方向、往高山的象徴上三町古町徒歩約12分鐘。
車站東（車站出入口側）
- 飛驒高山觀光案内所
- 站前廣場
- 飛驒高山Washington Hotel
- 高山濃飛巴士中心
- Country Hotel 高山
  - FamilyMart
- 十六銀行高山站前支店
- 岐阜銀行高山支店
- 飛驒國分寺
- 裁判所
- 高山郵便局
- 高山市役所
- 岐阜縣警察高山警察署
- 高山年金事務所
- 岐阜縣立飛驒養護學校
- 高山税務署
- 高山赤十字病院
- 高山陣屋
- 三町 - 重要傳統的建造物群保存地區
  - 藤井美術民藝館
  - 高山市政記念館
  - 飛驒民俗考古館
  - 平田記念館
- 高山市郷土館
- 飛驒 Hotel Plaza

車站西側
- 高山市民文化會館
- くらや
- Value
- 株式會社駿河屋魚一Asumo
- 飛驒信用組合けやき通支店
- 株式會社紀文（飛驒高山美術館之會社）本社
- 高山運輸區
- 保齡球場

## 巴士
是往奧飛驒溫泉郷、乘鞍岳、白川鄉等飛驒地方主要觀光地的據點、皆於車站前的高山濃飛巴士中心發車。

## 歷史
- 1934年（昭和9年）10月25日 - 高山本線的飛驒小坂 - 坂上間開通時開業。旅客、貨物營業開始。
- 1968年（昭和43年）9月 - 月台延長（上行月台向南60米延長）。
- 1968年（昭和43年）10月1日 - 綠色窗口開設。
- 1969年（昭和44年）10月 - 無煙化、站内的給炭設備解體。
- 1980年（昭和55年）5月27日 - 車站站場内高山本線電氣化開工。但是電氣化工程於其後中止。
- 1986年（昭和61年）11月1日 - 貨運業務廢止。
- 1987年（昭和62年）3月31日 - 貨運業務再開。
- 1987年（昭和62年）4月1日 - 國鐵分割民營化，由JR東海和日本貨物鐵道（JR貨物）繼承。
- 1993年（平成5年）3月 - 站場内扇形車庫和轉車台拆除解體。
- 1993年（平成5年）12月17日 - 站場内原本供蒸氣機車加水用的高架水槽拆除解體。
- 2007年（平成19年）4月1日 - JR貨物車站廢止、貨物營業終了。
- 2014年12月1日 - 新站房動工，舊站房開始拆除
- 2016年10月2日 - 新站房完工啟用

## 相鄰車站
東海旅客鐵道
 高山本線
- 特急「飛驒」停靠站（一部分此站始發、終到）

■普通（速達列車、只限早上上行與深夜下行運行）
久久野－高山（CG25）
■普通（各站停車）
飛驒一之宮－高山（CG25）－上枝

## 外部連結
- 高山 - 東海旅客鐵道

1. 1 2  駅掲示用時刻表の案内表記。これらはJR東海公式サイトの各駅の時刻表 （页面存档备份，存于）で参照可能（2015年1月現在）。